# Kloster Corazzo
Das Kloster Corazzo ist eine ehemalige Zisterzienserabtei in Kalabrien, Italien. Es liegt bei Castagna in der Gemeinde Carlopoli in der Provinz Catanzaro, in der Sila Piccola, in der Nähe des Flusses Corace.

## Geschichte

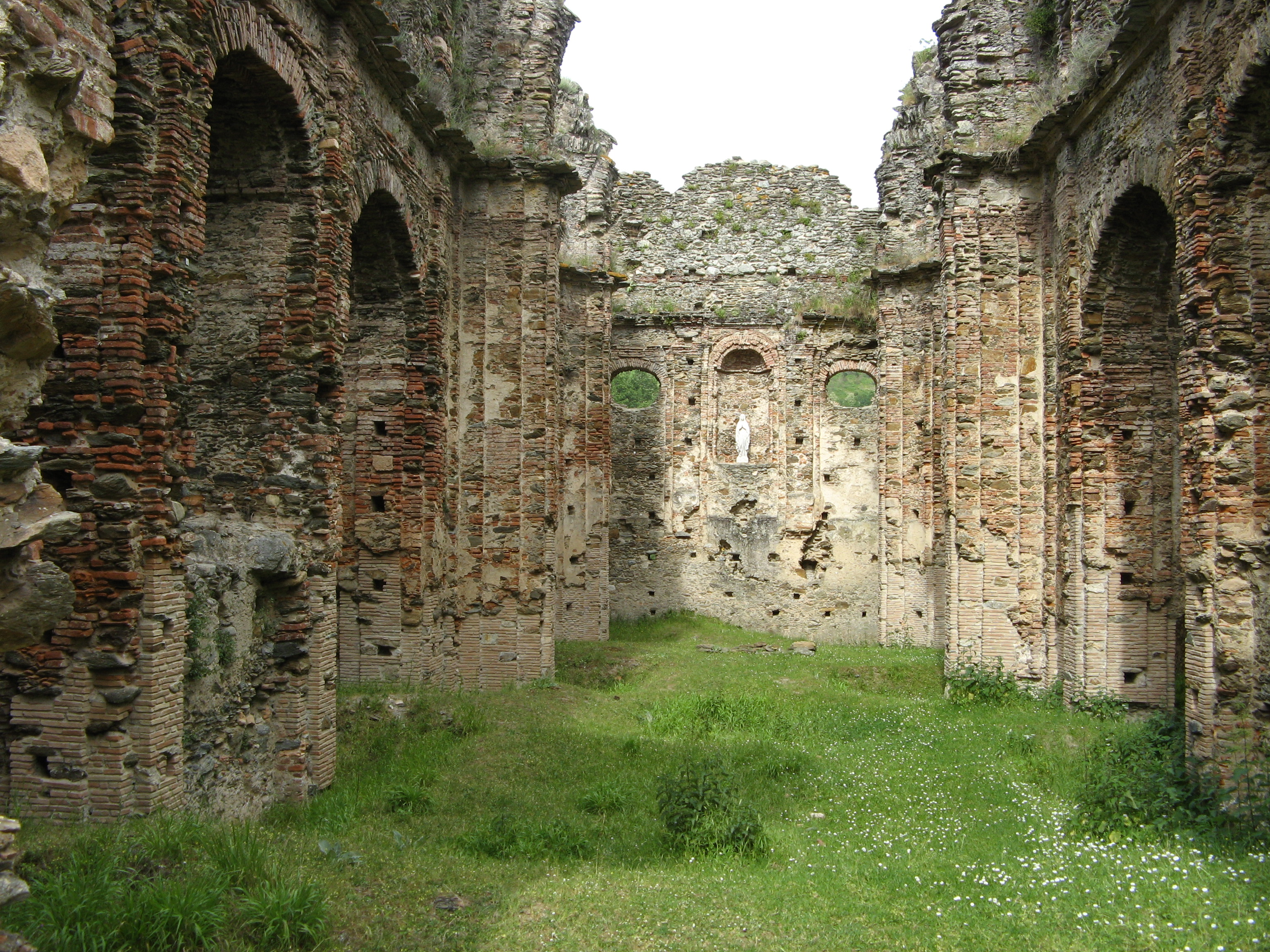
Corazzo, Kirchenschiff

Das Kloster wurde um 1157 als Benediktinerabtei von Graf Roger von Marturano gegründet. Ab 1162 setzten Bestrebungen ein, in den Zisterzienserorden aufgenommen zu werden. Aber erst im Jahr 1177 verzichtete der Bischof von Martirano auf seine Rechte über das Kloster, nachdem Papst Alexander III. dem Kloster die Freiheiten des Zisterzienserordens zugestanden hatte. Die Aufnahme in den Zisterzienserorden fand um 1188 als Tochterkloster von Kloster Fossanova statt. Auf diese Weise gehörte das Kloster der Filiation der Primarabtei Clairvaux an. Erster Abt des Zisterzienserklosters wurde der selige Colombano, auf den Joachim von Fiore folgte, der später den Florenser-Orden gründete, der Corazzo aber niemals angehörte. Später fiel das Kloster in Kommende. Seit 1633 gehörte es der kalabresisch-lukanischen Kongregation an. 1783 wurde es bei einem Erdbeben beschädigt. Bis zur Klosterauflösung durch Murat im Jahr 1809 (nach anderer Angabe schon unter Joseph Bonaparte 1808) verblieben einige Zisterziensermönche in Corazzo. Bei Kämpfen zwischen Montagnards und den Truppen Murats erlitt das Kloster Beschädigungen.

## Anlage und Bauten
Von der Klosteranlage haben sich heute nur Ruinen erhalten. Ausstattungsstücke der Klosterkirche sind in umliegende Pfarrkirchen verstreut.